# قلعه هرمن
قلعه هرمن (استونیایی: Hermanni linnus) قلعه‌ای در شهر ناروا، استونی است.
این قلعه در سال ۱۲۵۶ میلادی توسط دانمارکی‌ها ساخته شده است و هم‌اکنون کاربری آن به صورت موزه است.

## نگارخانه

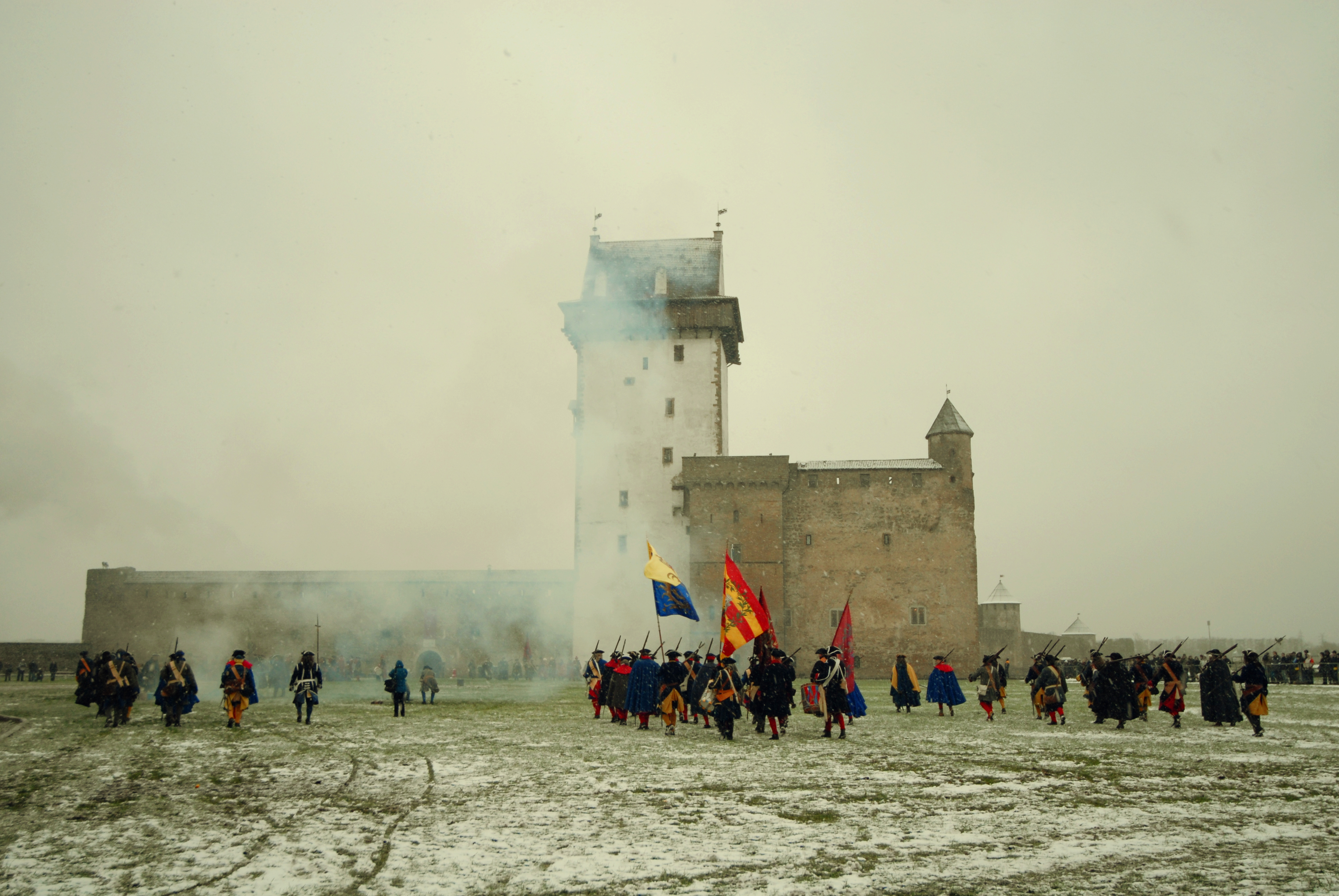
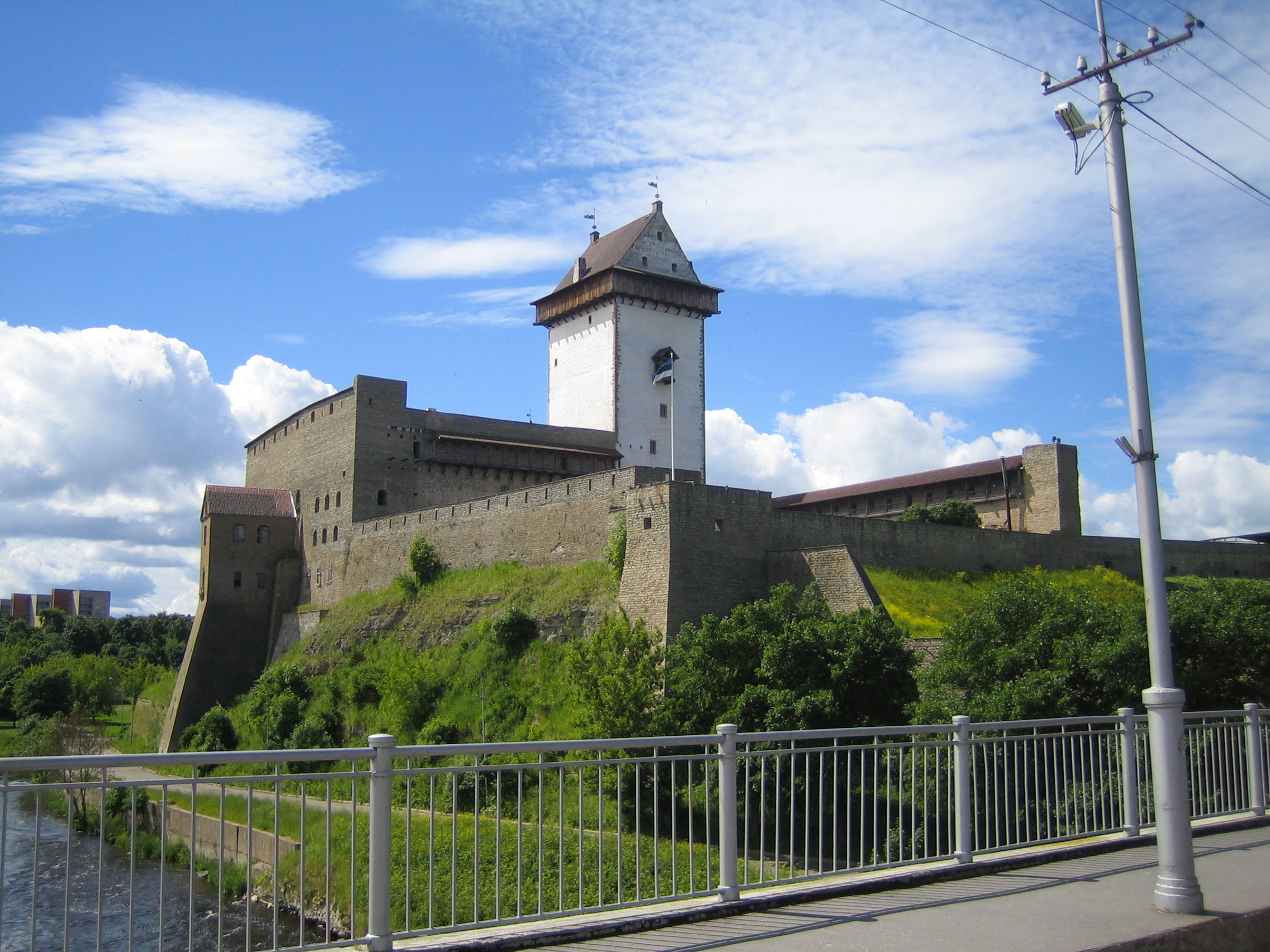
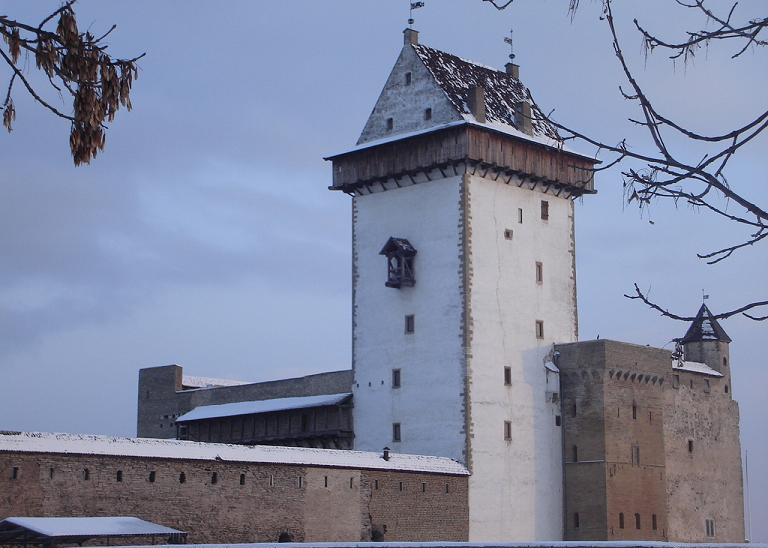
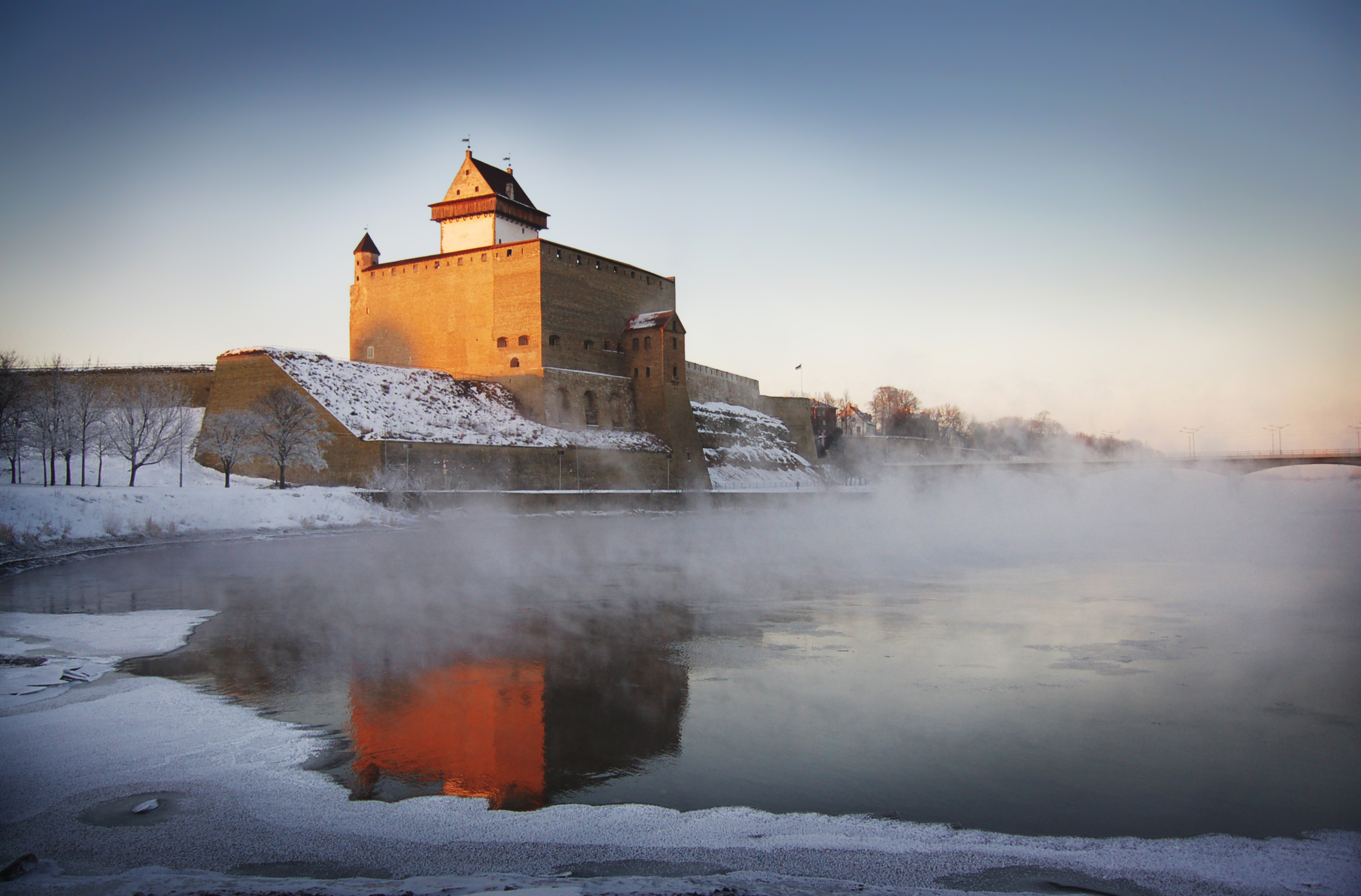

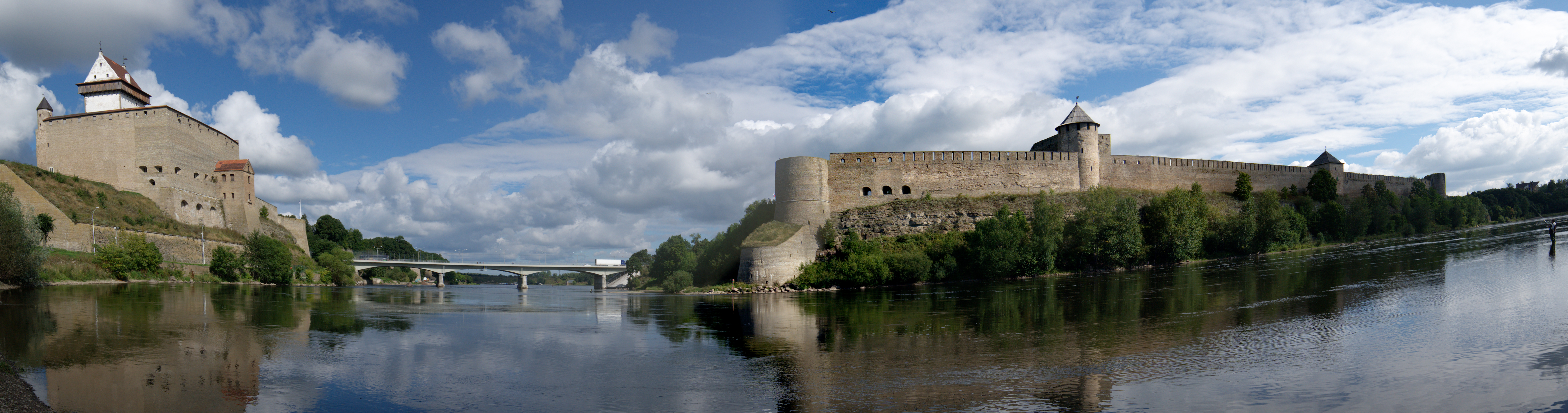
تصویری از قلعه هرمن در کنار رود ناروا